# Benthe Østrup Madsen
Bente Østrup Madsen (født 14. juli 1931 , død 18. august 2017 ) var en dansk forfatter, digter, sygehjælper, porcelænsmaler, kommunist og kvindeforkæmper, der skrev en lang række bøger om arbejderlivet, arbejderklassen, og kampen mod Nazisme og Fascisme 

## Liv
Benthe Østrup Madsen har en baggrund i en arbejderfamilie og er uddannet sygehjælper. Madsens ungdom under Besættelsen gjorde et stort indtryk på hende, og inspirerede også en del af det litteratur hun senere hen kom til at skrive.
Madsen arbejdede som maler på Den kongelige Porcelainsfabrik i perioden 1971-1974. Det var dog ikke problemfrit, og senere hen blev hun inspireret til at skrive bogen Konflikt, der fortæller om en strejke og senere hen fyring på en porcelænsfabrik, der var taget direkte fra hendes virkelige liv . Konflikten mellem fabrikken og de kvindelige medarbejdere havde været blevet optrappet i en længere periode, men efter at fabrikken havde fået den smarte ide at spare en masse penge, selvom det gik udover kvaliteten af porcelænet og forårsagede overarbejde for de unge kvindelige arbejdere, gjorde kvinderne modstand og gik i strejke. Trods medgang i begyndelsen, gik det dog skævt for Madsen og de andre kvindelige medarbejdere, og end ikke gang LO eller deres fagforening ville støtte særlig meget op om det .
Fyringen fra porcelænsfabrikken bragte Madsen ind i samfundsdebatten, hvor hun i mange år bakkede op om den kvindelige arbejderbevægelse, både igennem en række romaner og fortællinger, men også ved aktiv deltagelse i diskussionerne . Dette skyldes blandt andet at Venstresocialisterne og Danmarks Kommunistiske Parti støttede op om den oprindelige strejke. Udover at have bidraget til Ar-litt var hun i en periode også en del af redaktionen på tidsskriftet Kulturkampen, arbejdede tæt sammen med DKP/MLs Nexø forlag, og skrev flere digte til Kommunistisk politik, heriblandt Konsekvenser, der af Kommunisternes Netavis beskrives som meget aktuel .
I 2005 fik Madsen 15.000 kr. for bogprojektet "Vi er her endnu", der er en samling af digte, essays, noveller og illustrationer, der alle sammen har det overordnede tema "livserfaringer" og det "at blive gammel", der var skrevet af hende og fem andre kvinder, angiveligt over en periode af 16 år 
Som folkepensionsist flyttede Madsen ind i Mjølnerparken. Da BT skrev en artikel om antallet af flygtninge i området, udtalte Madsen sig "Her er roligt og fredeligt, og de fleste indvandrere har respekt for ældre mennesker. Desværre er her næsten ingen danske børn, og det giver indvandrerbørnene problemer med at lære dansk".